# Internet Explorer 9
O Windows Internet Explorer 9 (abreviado IE9) é a nona versão do navegador Internet Explorer criado e fabricado pela Microsoft, sendo a última versão do Internet Explorer a ser suportada para o Windows Vista. É o sucessor do Internet Explorer 8 e foi sucedido pelo Internet Explorer 10.
O Internet Explorer 9 foi lançado em fase final em 14 de Março de 2011, sendo disponibilizado para Windows Vista, Windows 7 e Windows Server 2008 em 93 idiomas. Assim como ocorreu com o Internet Explorer 7, a nona versão do navegador também traz drásticas mudanças em sua interface, optando por uma aparência minimalista, privilegiando o espaço para exibição das páginas da web.

## Novidades

### Novos recursos
- Design simplificado;
- Sites afixados;
- Exibir e acompanhar transferências;
- Separadores avançados;
- Página Novo Separador;
- Pesquisa na barra de endereços;
- Barra de Notificação;
- Supervisor de Desempenho de Complementos;
- Aceleração de hardware;

### Design simplificado
Nesta versão o Internet Explorer 9 esta com uma interface de utilização mais compacta. A maioria das funções da barra de comandos, (Imprimir ou Zoom), podem agora ser acessadas com apenas um clique no botão de Ferramentas. Os favoritos estão agora em um único botão na tela principal. Trazendo nesta versão uma melhor clareza/limpeza visual. Ficando desta forma somente os botões principais na estrutura principal. Esta forma de exibição mais limpa foi inicialmente adotado pelo navegador Google Chrome.

### Sites Afixados
Ao visitar determinadas páginas da Web com frequência, o recurso Sites Fixos permite que elas sejam acessadas diretamente na barra de tarefas da área de trabalho do Windows 7.

### Exibir e acompanhar transferências
A caixa de diálogo Exibir Downloads é um novo recurso que mantém a lista dinâmica dos arquivos baixados. Podendo agora o navegador emitir um aviso, caso desconfie que o download seja mal-intencionado. Nesta janela de transferências, foi introduzido o recurso que permite pausar e reiniciar um download inacabado. Esta lista mostra também onde encontrar no computador os arquivos baixados. A lista pode ser limpa a qualquer momento, porém os arquivos permanecem no computador no local prédefinido. Este local é definido nas configurações do navegador.

### Guias avançadas
A navegação por guias, proporciona uma melhor movimentação entre várias páginas da Web. Com este recurso, é possível navegar em diversas páginas simultaneamente. As guias também são destacáveis. Permitindo assim que, ao arrastar uma guia, uma nova instância do navegador abra-se com a guia arrastada. O mesmo terá uma função de Ajuste. Está organizará as janelas lado-a-lado. Assim sendo, o navegador se auto-ajustará conforme a resolução do monitor. As guias também serão codificadas por cores, mostrando assim, quais páginas abertas estão relacionadas umas às outras (tal recurso promete uma melhor praticidade visual e de navegação).

### Página Novo Separador
O novo design da página Novo Separador exibe os sites que foram visitados frequentemente. Codificando as guias por cores, o navegador prometendo melhor a usabilidade. Uma barra indicadora também mostra a frequência de visitas em cada site. Permitindo ao utilizador remover ou ocultar sites por ele visitado. É o mesmo processo da limpeza de cache.

### Pesquisa na barra de endereços
Nesta versão é possível pesquisar diretamente na barra de endereços. Se digitar o endereço de um site, irá diretamente ao site desejado. Se digitar um termo de pesquisa ou endereço incompleto, se iniciará uma pesquisa usando o mecanismo de pesquisa padrão seleccionado. Ao digitar poderá também receber sugestões do próprio recurso.

### Barra de Notificação
A Barra de Notificação aparecerá na parte inferior do Internet explorer fornece informações importantes de status, mas não o forçará a clicar em uma série de mensagens para poder continuar navegando.

### Supervisor de Desempenho de Complementos
Os complementos, como as barras de ferramentas e plugins podem aprimorar a experiência de navegação, mas também podem torná-la lenta. O Supervisor de Desempenho de Complementos informa se um complemento está afectando negativamente o desempenho do  navegador e permite que o desabilite ou o remova por completo.

### Aceleração de hardware
Este novo recurso do Internet Explorer usará a potência do processador gráfico presente no computador (conhecido por GPU), para lidar com tarefas carregadas de elementos gráficos, como streaming de vídeo ou jogos online. Ao usar o GPU, o Internet Explorer dividirá o processamento da página entre o GPU e a CPU. Desta forma, promete um aumento significativo na montagem e exibição do conteúdo em relações às suas versões anteriores.

## Versões
O Internet Explorer 9 Beta, foi a primeira versão pública a ser lançada em 15 de Setembro de 2010. O Internet Explorer 9 - Release Candidate, foi a segunda versão pública a ser lançado em 10 de Fevereiro e a versão final foi lançada dia 14 de março de 2011.

### Histórico do Internet Explorer 9
A tabela a seguir mostrará a evolução do programa ao longo das versões que forem sendo lançadas, apresentando cada uma das versões pelas quais que passará, data de lançamento, compatibilidade com as versões do sistema operacional Windows, e o número de idiomas disponíveis em cada uma delas.
| Histórico de lançamentos               | Histórico de lançamentos | Histórico de lançamentos | Histórico de lançamentos | Histórico de lançamentos | Histórico de lançamentos | Histórico de lançamentos |
| Nome                                   | Build                    | Data de lançamento       | Windows Server 2008      | Windows Vista            | Windows 7                | Nº de idiomas            |
| -------------------------------------- | ------------------------ | ------------------------ | ------------------------ | ------------------------ | ------------------------ | ------------------------ |
| Internet Explorer 9 Platform Preview 1 | 1.9.7745.6019            | 16 de Março de 2010      | Sim                      | Sim                      | Sim                      | ...                      |
| Internet Explorer 9 Platform Preview 2 | 1.9.7766.6000            | 5 de Maio de 2010        | Sim                      | Sim                      | Sim                      | ...                      |
| Internet Explorer 9 Platform Preview 3 | 1.9.7874.6000            | 23 de Junho de 2010      | Sim                      | Sim                      | Sim                      | ...                      |
| Internet Explorer 9 Platform Preview 4 | 1.9.7745.6019            | 4 de Agosto de 2010      | Sim                      | Sim                      | Sim                      | ...                      |
| Internet Explorer 9 Platform Preview 5 | 1.9.7930.16406           | 15 de Setembro de 2010   | Sim                      | Sim                      | Sim                      | ...                      |
| Internet Explorer 9 Beta               | 9.0.7930.16406           | 15 de Setembro de 2010   | Sim                      | Sim                      | Sim                      | 33                       |
| Internet Explorer 9 Platform Preview 6 | 1.9.8006.6000            | 28 de Outubro de 2010    | Sim                      | Sim                      | Sim                      | ...                      |
| Internet Explorer 9 Platform Preview 7 | 1.9.8023.6000            | 17 de Novembro de 2010   | Sim                      | Sim                      | Sim                      | ...                      |
| Internet Explorer 9 Platform Preview 8 | 1.9.8080.16413           | 10 de Fevereiro de 2011  | Sim                      | Sim                      | Sim                      | ...                      |
| Internet Explorer 9 Release Candidate  | 9.0.8080.16413           | 10 de Fevereiro de 2011  | Sim                      | Sim                      | Sim                      | 40                       |
| Internet Explorer 9 (RTM)              | 9.0.8112.16421           | 14 de Março de 2011      | Sim                      | Sim                      | Sim                      | 93                       |
| Internet Explorer 9 (9.0.1)            | 9.0.8112.16421           | 14 de Junho de 2011      | Sim                      | Sim                      | Sim                      | 93                       |
| Internet Explorer 9 (9.0.2)            | 9.0.8112.16421           | 9 de Agosto de 2011      | Sim                      | Sim                      | Sim                      | 93                       |
| Internet Explorer 9 (9.0.3)            | 9.0.8112.16421           | 11 de Outubro de 2011    | Sim                      | Sim                      | Sim                      | 93                       |
| Internet Explorer 9 (9.0.4)            | 9.0.8112.16421           | 13 de Dezembro de 2011   | Sim                      | Sim                      | Sim                      | 93                       |
| Internet Explorer 9 (9.0.9)            | 9.0.8112.16421           | 14 de Agosto de 2012     | Sim                      | Sim                      | Sim                      | 93                       |
| Internet Explorer 9 (9.0.10)           | 9.0.8112.16421           | 21 de Setembro de 2012   | Sim                      | Sim                      | Sim                      | 93                       |
| Internet Explorer 9 (9.0.11)           | 9.0.8112.16421           | 15 de Novembro de 2012   | Sim                      | Sim                      | Sim                      | 93                       |
| Internet Explorer 9 (9.0.12)           | 9.0.8112.16421           | 11 de Dezembro de 2012   | Sim                      | Sim                      | Sim                      | 93                       |
| Internet Explorer 9 (9.0.13)           | 9.0.8112.16421           | 12 de Fevereiro de 2013  | Sim                      | Sim                      | Sim                      | 93                       |
| Internet Explorer 9 (9.0.14)           | 9.0.8112.16421           | 12 de Março de 2013      | Sim                      | Sim                      | Sim                      | 93                       |
| Internet Explorer 9 (9.0.15)           | 9.0.8112.16421           | 9 de Abril de 2013       | Sim                      | Sim                      | Sim                      | 93                       |
| Internet Explorer 9 (9.0.16)           | 9.0.8112.16421           | 14 de Maio de 2013       | Sim                      | Sim                      | Sim                      | 93                       |
| Internet Explorer 9 (9.0.17)           | 9.0.8112.16421           | 11 de Junho de 2013      | Sim                      | Sim                      | Sim                      | 93                       |
| Internet Explorer 9 (9.0.18)           | 9.0.8112.16421           | 9 de Julho de 2013       | Sim                      | Sim                      | Sim                      | 93                       |
| Internet Explorer 9 (9.0.19)           | 9.0.8112.16421           | 13 de Agosto de 2013     | Sim                      | Sim                      | Sim                      | 93                       |
| Internet Explorer 9 (9.0.20)           | 9.0.8112.16421           | 10 de Setembro de 2013   | Sim                      | Sim                      | Sim                      | 93                       |
| Internet Explorer 9 (9.0.21)           | 9.0.8112.16421           | 8 de Outubro de 2013     | Sim                      | Sim                      | Sim                      | 93                       |
| Internet Explorer 9 (9.0.22)           | 9.0.8112.16421           | 12 de Novembro de 2013   | Sim                      | Sim                      | Sim                      | 93                       |
| Internet Explorer 9 (9.0.23)           | 9.0.8112.16421           | 10 de Dezembro de 2013   | Sim                      | Sim                      | Sim                      | 93                       |
| Internet Explorer 9 (9.0.24)           | 9.0.8112.16421           | 11 de Fevereiro de 2014  | Sim                      | Sim                      | Sim                      | 93                       |
| Internet Explorer 9 (9.0.25)           | 9.0.8112.16421           | 11 de Março de 2014      | Sim                      | Sim                      | Sim                      | 93                       |
| Internet Explorer 9 (9.0.26)           | 9.0.8112.16421           | 8 de Abril de 2014       | Sim                      | Sim                      | Sim                      | 93                       |
| Internet Explorer 9 (9.0.27)           | 9.0.8112.16421           | 13 de Maio de 2014       | Sim                      | Sim                      | Sim                      | 93                       |
| Internet Explorer 9 (9.0.28)           | 9.0.8112.16421           | 10 de Junho de 2014      | Sim                      | Sim                      | Sim                      | 93                       |
| Internet Explorer 9 (9.0.29)           | 9.0.8112.16421           | 8 de Julho de 2014       | Sim                      | Sim                      | Sim                      | 93                       |
| Internet Explorer 9 (9.0.30)           | 9.0.8112.16421           | 12 de Agosto de 2014     | Sim                      | Sim                      | Sim                      | 93                       |

## Ligações Externas
- Sítio Oficial
- Página de Download
- Introdução ao Internet Explorer 9
- Funcionalidades do Internet Explorer 9
- Página de Ajuda